# Russischer Salat

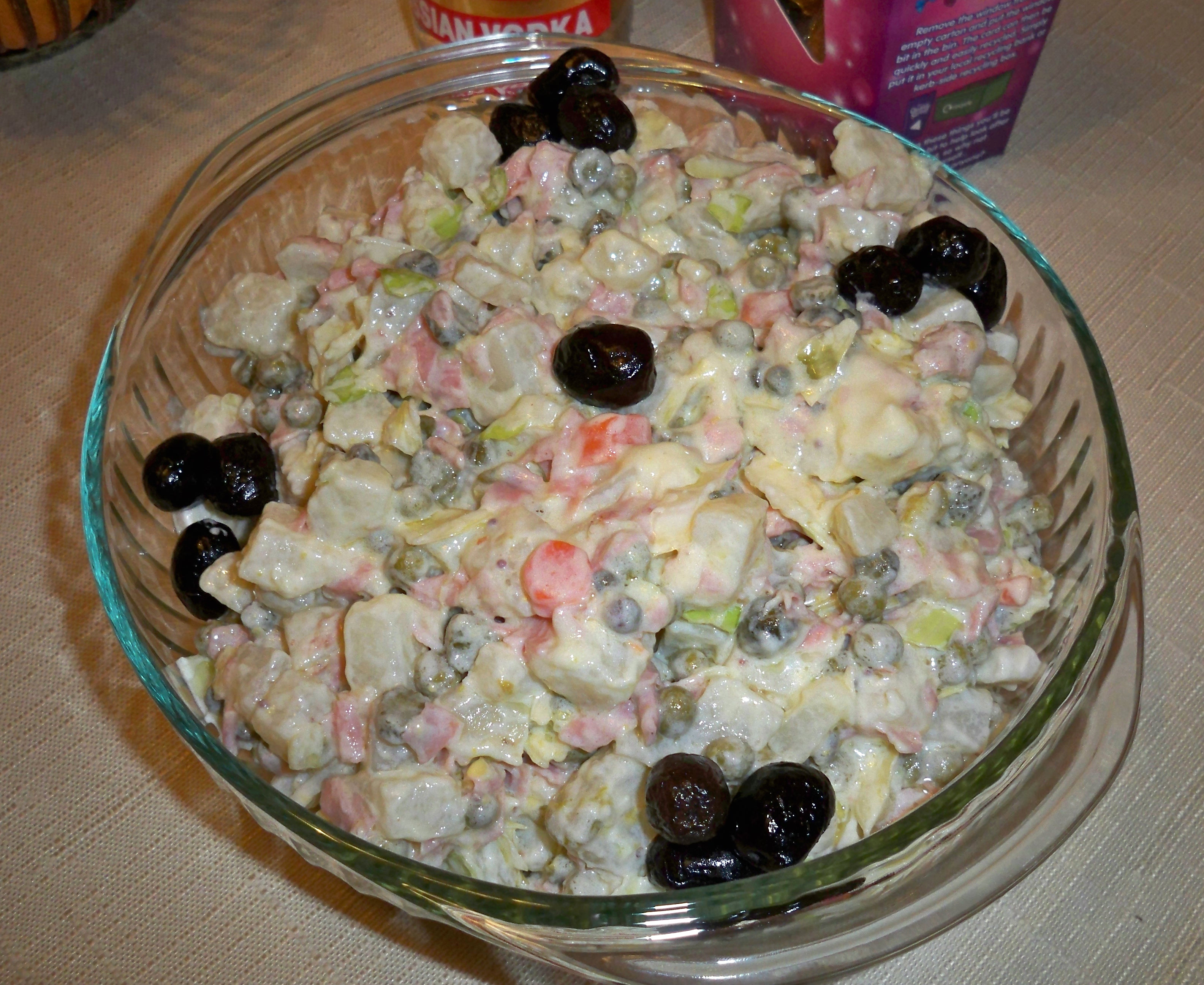
Russischer Salat

Russischer Salat (französisch Salade Russe) ist ein Gemüsesalat aus gewürfeltem gekochtem Gemüse mit Mayonnaise bzw. ein Fleischsalat, da manchmal auch mit Fleisch oder Fisch hergestellt. Das Gericht ist in vielen Ländern, beispielsweise in Spanien, Italien, Frankreich, Deutschland, Bulgarien, der Türkei und Marokko, bekannt. Das Gemüse des Salats (Kartoffeln, Rüben, Karotten und Essiggurken) ist typisch russisch: immer gekocht oder sauer eingelegt. Russen fügen dem Gericht gewöhnlich viel Fleisch, Geflügel und Fisch hinzu. Eine koschere Variante benutzt Vinaigrette, um Milchprodukte in der Sauce zu vermeiden. Die Zutaten können umgestellt werden, wobei die Hauptsache darin besteht, dass sie ausreichend vielfältig und pikant sind: z. B. grüne Bohnen, junge Erbsen, und als Dekor Aufschnittscheiben von langue écarlate (gekochte Rinderzunge in Rindsdarm) oder Pökelzunge, Langusten- oder Hummerfleisch.
Salade Russe gilt als Teil des Kanons der französischen Küche. Auguste Escoffiers Rezept verlangt Trüffel, Hummer und Sardellenfilets, die nicht im Salade Olivier verwendet werden, aber beide Versionen beinhalten als gemeinsame Zutaten: Kartoffeln, Erbsen, grüne Bohnen, Fleisch und reichlich Mayonnaise.

## Geschichte
Salate waren in Russland bis zum 19. Jahrhundert unbekannt, als der russische Adel begann, französische Köche einzustellen. So bekam auch Lucien Olivier in Moskau eine Anstellung bei einem russischen Adligen, den er aber im Jahr 1864 verließ, um das Restaurant Hermitage zu eröffnen. Er kreierte einen ausgefallenen Kartoffelsalat mit Mayonnaise, der seinen Namen bekam: Salade Olivier. Olivier eröffnete später ein Restaurant in Wiesbaden, wo er das Gericht als salade à la Russe anbot. Nach der russischen Revolution wurde Oliviers kulinarische Kreation weltweit bekannt und vielfach abgewandelt und neu interpretiert. So gelangte der ‚russische Gemüsesalat‘ (Russian Vegetable Salad) aus Erbsen, Karotten, Bohnen und Rüben um 1900 auch in die USA (Milwaukee).
Unter der Bezeichnung „Russischer Salat“ (französisch salade russe) wurde 1910 im deutschsprachigen Kochkunstführer des französischen Meisterkochs Escoffier ein Rezept in der Rubrik „Zusammengesetzte Salate“ veröffentlicht.

## Zubereitung
Gekochte Kartoffeln, Karotten und Rüben werden fein gewürfelt; gekochte grüne Bohnen in kurze Stücke geschnitten, dazu noch grüne Erbsen. Die Zutaten zu jeweils gleichen Mengen mit Vinaigrette und Mayonnaise binden und in einer Salatschüssel aufschichten.